# Emirat Asiru
Idrysydzki Emirat Asiru (ar. إمارة عسير الإدريسية) – historyczne państwo położone na Półwyspie Arabskim, na terenie obecnej Arabii Saudyjskiej i Jemenu, istniejące w latach 1908–1930. Od 1926 roku pod protektoratem Królestwa Nadżdu i Hidżazu. W listopadzie 1930 roku ostatecznie przyłączone do Królestwa Nadżdu i Hidżazu, które od 1932 roku utworzyło Królestwo Arabii Saudyjskiej.